# Уонума
Уонума (яп. 魚沼市, うおぬまし Уонума-си) — город в Японии, расположенный в юго-восточной части префектуры Ниигата. Основан 1 ноября 2004 года путём слияния посёлков Хориноути и Коидэ, а также сёл Хироками, Ирихиросэ, Сумон и Юнотани уезда Китауонума. Площадь города составляет 946,93 км², население — 37 898 человек (1 августа 2014), плотность населения — 40,02 чел./км².